# Шумарина
45°46′ пн. ш. 18°35′ сх. д. / 45.77° пн. ш. 18.58° сх. д.
Шумарина (хорв. Šumarina) — населений пункт у Хорватії, в Осієцько-Баранській жупанії у складі міста Білий Манастир.

## Населення
Населення за даними перепису 2011 року становило 486 осіб.
Динаміка чисельності населення поселення:

## Клімат
Середня річна температура становить 11,01 °C, середня максимальна – 25,51 °C, а середня мінімальна – -6,20 °C. Середня річна кількість опадів – 618 мм.
| Клімат поселення                              | Клімат поселення | Клімат поселення | Клімат поселення | Клімат поселення | Клімат поселення | Клімат поселення | Клімат поселення | Клімат поселення | Клімат поселення | Клімат поселення | Клімат поселення | Клімат поселення | Клімат поселення |
| Показник                                      | Січ.             | Лют.             | Бер.             | Квіт.            | Трав.            | Черв.            | Лип.             | Серп.            | Вер.             | Жовт.            | Лист.            | Груд.            |                  |
| Середній максимум, °C                         | 5,90             | 7,89             | 12,54            | 17,21            | 22,49            | 25,51            | 25,17            | 24,90            | 20,70            | 15,24            | 9,10             | 5,20             |                  |
| Середня температура, °C                       | −0,16            | 1,80             | 6,50             | 11,20            | 16,43            | 19,50            | 21,20            | 21,00            | 16,80            | 11,30            | 5,20             | 1,30             |                  |
| Середній мінімум, °C                          | −6,2             | −4,2             | 0,45             | 5,12             | 10,40            | 13,45            | 17,31            | 17,09            | 12,88            | 7,40             | 1,26             | −2,6             |                  |
| Норма опадів, мм                              | 37               | 33               | 35               | 48               | 60               | 78               | 61               | 59               | 50               | 53               | 57               | 47               |                  |
| Середньомісячна швидкість вітру, м/с          | 2.50             | 2.70             | 3.00             | 2.90             | 2.60             | 2.40             | 2.30             | 2.10             | 2.10             | 2.30             | 2.40             | 2.50             |                  |
| Середньомісячна сонячна радіація, кДж/м²·день | 4163             | 6914             | 10880            | 15482            | 19325            | 21664            | 22091            | 20055            | 14866            | 9258             | 4708             | 3430             |                  |
| --------------------------------------------- | ---------------- | ---------------- | ---------------- | ---------------- | ---------------- | ---------------- | ---------------- | ---------------- | ---------------- | ---------------- | ---------------- | ---------------- | ---------------- |
| Джерело:                                      |                  |                  |                  |                  |                  |                  |                  |                  |                  |                  |                  |                  |                  |